# Taťjana Sorinová
Taťjana Sorinová, rusky Татьяна Андреевна Сорина (* 13. dubna 1994 Ťumeň) je ruská běžkyně na lyžích.
Ve Světovém poháru debutovala až téměř ve 23 letech. V následující sezóně 2017/18 dosáhla 15. místa ve sprintu v Planici, obvykle se ale pohybovala na pozicích na konci třetí desítky a hůře. Po sezóně 2018/19 uposlechla doporučení trenérského týmu a stejně jako Julija Bělorukovová, Anastasija Sedovová a Elena Usťugovová otěhotněla a 1. března 2020 porodila dceru. Již dva týdny po porodu začala trénovat. Do sezóny Světového poháru 2020/21 nastoupila v životní formě - v úvodní sérii tří závodů ve finské Ruce obsadila celkové 2. místo za suverénní Norkou Johaugovou.

## Výsledky na MS
| Rok  | Věk | 10 km | 15 km skiatlon | 30 km hromadný start | sprint | 4 × 5 km štafeta ženy | sprint dvojic |
| ---- | --- | ----- | -------------- | -------------------- | ------ | --------------------- | ------------- |
| 2021 | 26  | 5.    | 8.             | 9.                   | 21.    | 2.                    | —             |